# Hollands-Wendische Oorlog
De Hollands-Wendische Oorlog of simpelweg Wendische Oorlog was een zeeoorlog van Holland en Zeeland tegen de Wendische steden van de Hanze tussen 1438 en 1441.

## Aanloop
Al tientallen jaren voor het uitbreken van de oorlog was de opkomende scheepvaart van de Hollanders en Zeeuwen een bedreiging voor de Wendische steden. Als gevolg hiervan waren er geregeld schermutselingen. Filips de Goede had in 1430 al ingestemd met een kaperoorlog tegen de Wendische steden, maar Vlaanderen had een wapenstilstand weten te bewerkstelligen. De Sontvaart had de instemming van de Pruisische en Lijflandse Hanzesteden, zoals Danzig, Elbing, Memel en Riga. Hierdoor zagen Hamburg en Lübeck hun handel bedreigd en nadat onderhandelingen met de Pruisische en Lijflandse de praktijken niet kon beëindigen, verboden zij de vaart door de Sont.
De onderhandelingen over een verlenging van de wapenstilstand liepen op niets uit en de ridderschap en de steden van Holland en Zeeland die in de voorgaande drie jaren grote schade hadden geleden door de Wendische steden, drongen bij de hertog van Bourgondië, tevens Heer van belangrijke Nederlandse gewesten, aan om de zes Wendische Hanzesteden, Lübeck, Hamburg, Lüneburg, Rostock, Wismar en Stralsund aan te mogen pakken. Op 14 april 1438 verklaarde de Raad van Holland dat Filips de Goede goedkeuring en consent had gegeven voor de oorlog.
Op 16 mei werd een mobilisatie bevolen door de Raad, waarbij binnen twee weken alle grote schepen in de Hollandse en Zeeuwse havens zich gereed moesten maken voor de oorlog, en meer dan tachtig baardzen - zeilschepen die ook geroeid konden worden - op stapel moesten worden gezet. Hoewel de oorlog breed gedragen werd, gold dat niet voor alle steden. Zo weigerde Dordrecht - dat zich vooral richtte op de rivierhandel met Duitsland - schepen uit te rusten.
De Pruisische, Lijflandse, Zuiderzee- en Rijnsteden verklaarden zich neutraal. Dit werd door Holland echter niet geaccepteerd, omdat men verwachtte dat de Wendische steden hun handel met schepen van deze steden zouden voortzetten. Ook Denemarken werd bij de strijd betrokken doordat de Wendische steden de Deense troonpretendent Christoffel van Beieren steunden tegen Erik VII van Denemarken. Dit kwam doordat Holland een goede relatie had met Erik, wat een vrije vaart door de Sont kon garanderen.

## Kaperoorlog
Door de halfslachtige houding van de Pruisische steden en de weigering van de Zuiderzee- en Rijnsteden om te voldoen aan de eisen van de Wendische steden, moest men zich bij elk schip afvragen of het niet bij de vijand hoorde. Door deze onduidelijkheid ontaardde het al snel in een kapersoorlog. Hierbij werden naast Hanzeschepen ook geregeld Engelse, Franse en Spaanse schepen gekaapt. Filips de Goede probeerde dit nog enigszins in goede banen te leiden door ordonnantiën en plakkaten uit te vaardigen, waarbij men slechts met toestemming van de Westfriese steden en de kastelein van Medemblik tot kaperij over mocht gaan, maar het ontbrak aan de middelen om deze te handhaven. Ook de aanstelling op 25 mei 1439 van twee Amsterdamse kaperkapiteins, Claes die Grebber en Aernt Jacobsz, die het bevel moesten voeren over de anderen, mocht niet baten. Toen bleek dat ook Vlaamse vissers werden gekaapt, verbood Filips tot 1 maart 1440 het uitvaren van alle gewapende schepen, maar ook hier hield men zich niet aan. De zeeroverij en kapingen hielden pas op nadat de scheepvaart op de Noordzee vrijwel was stilgelegd.
Filips bemoeide zich slechts weinig met de oorlog. Binnen zijn gewesten bestonden ook tegengestelde belangen. De Vlamingen waren gebaat met goede verhoudingen met de Hanze, aangezien de Vlaamse havens een belangrijke bestemming vormden van de Duitse kooplieden, vooral Brugge dat een belangrijk Hanzekantoor had. De Vier Leden van Vlaanderen - Gent, Ieper, Brugge en het Brugse Vrije - spanden zich dan ook in voor een vrije doorvaart voor de Hanzeschepen op Brugge en Sluis, wat overigens weinig effect had. Ook hun bemiddelingspogingen tussen Holland en de Wendische steden haalden niets uit.
Ook het Hof van Holland had weinig grip op de kaapvaart, dat vooral een particulier initiatief was.

## Oorlogsvloten
Naast de kaperoorlog - die door particulieren werd uitgevochten - vertrok begin mei 1438 ook een vloot van 54 grote en 50 kleinere schepen uit Amsterdam onder bevel van een aantal burgemeesters van deze stad. Bij de Wielingen sloten zich enige Zeeuwse schepen van Hendrik II van Borselen aan, waarna men door de Hoofden en het Kanaal naar Brest voer om daar op 29 mei op de rede ten anker te gaan naast een vloot van elf Wendische en drieëntwintig Pruisische schepen. Waarschijnlijk was deze ligplaats bekend doordat de Pruisen op hun uitgaande reis, op 22 maart, kort voor het uitbreken van de oorlog, bij Hendrik van Borselen een vrijgeleide hadden gevraagd. Toen de Wendische schepen ankerop gingen om de haven van Brest aan te lopen, volgden de Pruisische zoutschepen dit voorbeeld dan ook niet.
Op 31 mei werd de Pruisen gesommeerd de Hollandse vloot te volgen naar Zeeland, met de toezegging dat er geen beslag zou worden gelegd op hun schepen. Toen men daar echter op 22 juni arriveerde, legden de Hollanders, ondanks protesten van Hendrik van Borselen, toch beslag op de schepen en handelswaar. De Pruisische en Lijflandse steden benadrukten hierna hun neutraliteit en onthielden zich van de vaart door de Sont.
In de zomer van 1439 vertrok de Hollandse vloot naar de Sont om Erik van Denemarken bij te staan in zijn strijd tegen Christoffel van Beieren. Erik betaalde de kosten van de bezetting van Helsingør en Helsingborg, maar ondernam verder zelf geen actie en vertrok zelfs uiteindelijk naar zijn kasteel Visborg op Gotland. Met Christoffel van Beieren aan de macht was de Sont voor de Hollanders afgesloten, maar met Marstrand als steunpunt wisten ze ook de handel van Hamburg op de Oostzee en die van Lübeck op Bergen stil te leggen. Hierdoor begon men zelfs met kaapvaarten richting Noordzee en de Franse westkust om aan verdiensten te komen.
Ondanks het geringe succes van het voorgaande jaar, rustte men ook in 1440 een vloot uit, ook nu weer met toestemming van Filips de Goede, vanwege de afzetting van Erik. In de tweede helft vertrokken zeventien schepen die nog voor het einde van de maand Helsingør en Helsingborg wisten te bezetten, waardoor de Sont weer open was gesteld. Eind juli wist een vloot van vijfendertig Wendische schepen met steun van de Deense koning in de twee steden echter opnieuw in te nemen. Wel had Christoffel de Hollanders gewaarschuwd, zodat deze konden ontkomen. De koning was tevreden met het herkrijgen van Helsingør en wilde een totale nederlaag van de Hollanders vermijden, zodat de Wendische steden niet te machtig zouden worden.
Op 24 december schreef Lübeck een Hanzedag uit voor 12 maart 1441 om de voorwaarden van vredesonderhandelingen te bespreken. Eind februari of begin maart echter zeilden vijftien zwaar bewapende baardsen de Elbe op waar een groot aantal koopvaarders verbrand of gekaapt werd. Daarna voer men de Weser op waar bij Bremen het tafereel zich herhaalde. Hierna zeilde men rond Denemarken, zodat ook de andere Wendische steden bedreigd werden. Op de Hanzedag had men hiervan gehoord, waardoor de neutrale steden niet genegen waren de Wenden te steunen en de Zuiderzeesteden zelfs overwogen om een verdrag te sluiten met de Hollanders en Zeeuwen. Daarnaast hoorde men ook van vijfentwintig Zeeuwse en twintig Hollandse schepen die bij de Franse westkust de zouthavens van de Hanze bedreigden, zodat Lübeck en Hamburg bereid waren op het Hollandse voorstel in te gaan om in de zomer vredesonderhandelingen te beginnen in Kopenhagen.

## Vredesonderhandelingen
De Wendische afvaardiging verscheen al in juni in Kopenhagen, maar de Hollanders arriveerden pas half augustus. Twee weken later was een wapenstilstand, de Vrede van Kopenhagen, gesloten voor tien jaar. Hierbij verkregen de Hollanders en de Zeeuwen een vrije doorvaart door de Sont, tegen betaling van 5.000 Rijngulden. De Pruisen werden met 9.000 Vlaamse pond schadeloos gesteld voor de onrechtmatige beslaglegging in 1438.

## Nasleep
Ondanks het verdrag bleven de spanningen met de Hanze bestaan en op 24 juli 1442 verklaarde het voorheen neutrale Bremen de oorlog aan Holland, Zeeland, Friesland en Vlaanderen. Een maand later gaf Filips toestemming aan Amsterdam om een vloot uit te rusten en begon een oorlog die vier jaar zou duren en waarbij de Bremer kaper Grote Gherd in 1443 bij de Sont dertien voornamelijk Zeeuwse schepen wist te kapen. De oorlog werd in 1446 met de Vrede van Harderwijk beëindigd. Ruim tien jaar later ontstonden er ook problemen tussen Amsterdam en Danzig en een definitieve vrede met de Wendische steden volgde pas in de zestiende eeuw.